# Улица Врубеля (Москва)
У́лица Вру́беля — улица в Северном административном округе города Москвы, на границе посёлка Сокол, расположенного в одноимённом районе.

## Положение улицы
Улица расположена между Волоколамским шоссе и улицей Панфилова. Нумерация домов начинается от Волоколамского шоссе.

## История

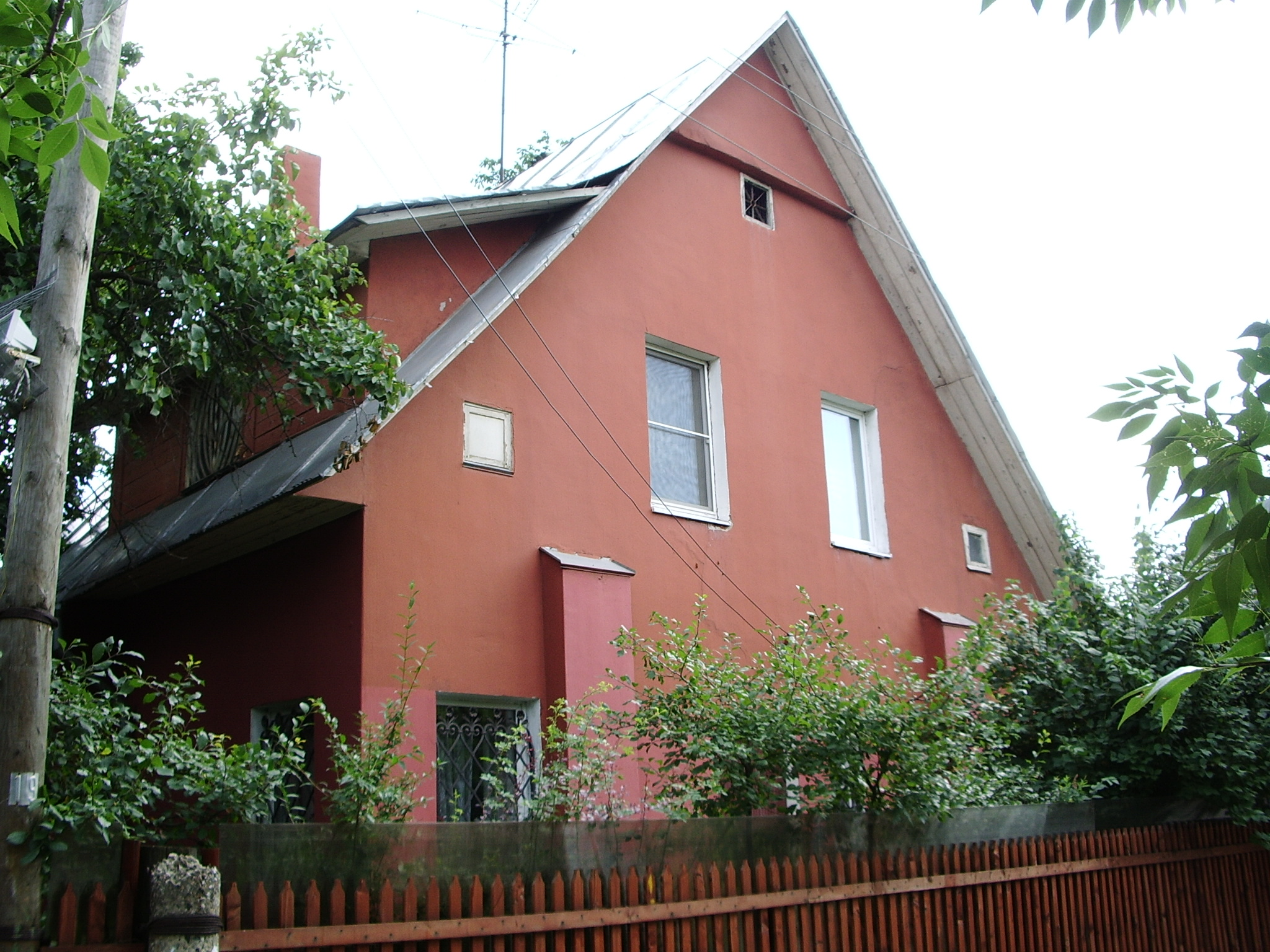
Улица Врубеля, д. 7. Дом Ролана Быкова

Улица появилась в 1920-х годах при строительстве посёлка «Сокол». По первоначальному плану строительства улица Врубеля должна была стать центральной улицей посёлка. Улица спроектирована так, что заканчивается у станции Серебряный Бор окружной железной дороги. Однако план не был реализован полностью и улица оказалась на границе посёлка. В 1980-х годах в доме 7 по улице Врубеля поселился актёр и режиссёр Ролан Быков.

## Происхождение названия
По первоначальному проекту улица имела название Центральная. 4 апреля 1928 года улицы посёлка «Сокол» были переименованы по предложению профессора ВХУТЕМАСа Павла Павлинова. Улица была названа в честь выдающегося русского художника Михаила Александровича Врубеля (1856—1910).

## Здания и сооружения
По нечётной стороне:
- № 1, 3 — Религиозная ассоциация Церкви Иисуса Христа Святых последних дней
- № 5/10 — Жилой дом (1930, архитектор И. И. Кондаков), объект культурного наследия регионального значения[4]
- № 7/13 — Жилой дом (1928, архитектор И. И. Кондаков), объект культурного наследия регионального значения[4]
- № 9 — Жилой дом (1931, архитектор И. И. Кондаков), объект культурного наследия регионального значения[4]
- № 11/22 — Жилой дом (1928, архитектор И. И. Кондаков), объект культурного наследия регионального значения[4]
- № 13 — Библиотека № 60

По чётной стороне:
- № 4 — Издательский дом «Коммерсантъ»
- № 6 — Школа № 149
- № 8 — Жилой дом — ЖК «Посёлок художников»
- № 12 — Московский государственный университет пищевых производств (корпус В)

## Транспорт
- Станции метро «Сокол» и «Октябрьское Поле», станция МЦК «Панфиловская».